# Oblast' di Sverdlovsk
L'oblast' di Sverdlovsk (in russo Свердловская область, Sverdlovskaja oblast') è un'oblast' della Russia che si estende su un territorio a est degli Urali metalliferi e digrada poi verso il Bassopiano della Siberia occidentale.
Il punto più alto della regione è il monte Konžakovskij Kamen' (1 569 m). I fiumi principali appartengono al bacino dell'Ob' (Tavda, Tura, Pyšma, Iset') e della Kama (Čusovaja, Ufa, Sylva).
L'oblast' è ricca di industrie (siderurgiche, metallurgiche, meccaniche, chimico-farmaceutiche, elettrotecniche, tessili e alimentari).

## Città
La capitale Ekaterinburg (1 245 000 abitanti), sul fiume Iset, è un nodo ferroviario della Transiberiana e sede di aeroporto ed università.
Nel territorio di questa regione si trovano numerose altre città importanti:
- Pervoural'sk, sul fiume Ural con miniere di sale e cromo;
- Nižnij Tagil, la seconda città della provincia con grandi complessi siderurgici, meccanici e chimici;
- Kamensk-Ural'skij, sul fiume Iset, città mineraria (bauxite ed ematite);
- Asbest, con giacimenti di amianto;
- Alapaevsk, importante centro minerario (ferro);
- Artëmovskij;
- Berëzovskij;
- Irbit;
- Kačkanar;
- Krasnoufimsk;
- Krasnotur'insk;
- Kušva, altra città mineraria (ferro) con industrie connesse;
- Nev'jansk;
- Polevskoj;
- Revda;
- Rež;
- Severoural'sk;
- Serov;
- Tavda;
- Verchnjaja Pyšma.

## Geografia antropica

### Suddivisioni amministrative
L'oblast' comprende: 
- 30 distretti
- 25 città
- 4 entità amministrative chiuse, sotto il diretto governo federale.

#### Distretti urbani erajon
- Ačitskij (Ачитский)
- Alapaevskij (Алапаевский)
- Artinskij (Артинский)
- Artëmovskij (Артёмовский)
- Bajkalovskij (Байкаловский)
- Belojarskij (Белоярский)
- Bogdanovičskij (Богдановичский)
- Garinskij (Гаринский)
- Irbitskij (Ирбитский)
- Kamenskij (Каменский)
- Kamyšlovskij (Камышловский)
- Krasnoufimskij (Красоуфимский)
- Nev'janskij (Невьянский)
- Nižneserginskij (Нижнесергинский)
- Novoljalinskij (Новолялинский)
- Prigorodnyj (Пригородный)
- Pyšminskij (Пышминский)
- Reževskij (Режевский)
- Serovskij (Серовский)
- Šalinskij (Шалинский)
- Slobodo-Turinskij (Слободо-Туринский)
- Sucholožskij (Сухоложский)
- Sysertskij (Сысертский)
- Taborinskij (Таборинский)
- Talickij (Талицкий)
- Tavdinskij (Тавдинский)
- Tugulymskij (Тугулымский)
- Turinskij (Туринский)
- Verchnesaldinskij (Верхнесалдинский)
- Verchoturskij (Верхотурский)

#### Entità amministrative chiuse
- Lesnoj
- Novoural'sk
- Svobodnyj
- Ural'skij